# Новомустафино (Бураевский район)
Новомуста́фино (баш. Яңы Мостафа) — деревня в Бураевском районе Республики Башкортостан Российской Федерации. Входит в состав Азяковского сельсовета. 

## География

### Географическое положение
Расстояние до:
- районного центра (Бураево): 22 км,
- центра сельсовета (Азяково): 12 км,
- ближайшей ж/д станции (Янаул): 90 км.

## Население
| 2002 | 2009 | 2010 |
| ---- | ---- | ---- |
| 137  | ↘126 | ↘112 |

Национальный состав
Согласно переписи 2002 года, преобладающая национальность — башкиры (98 %).